# Listertalsperre
Die Listertalsperre ist eine ehemals eigenständige Talsperre im Naturpark Sauerland-Rothaargebirge, die zwischen 1909 und 1912 erbaut worden ist. Gelegen in der Nähe der Bundesautobahn 45 zwischen Olpe im Süden und Attendorn im Norden, staut sie mittels einer Mauer aus Bruchstein den Nebenlauf der Bigge. Mit Inbetriebnahme der Biggetalsperre 1965 hat die Lister, wie sie in Kurzform auch genannt wird, die Funktion eines Vorbeckens übernommen, da die Sperre seitdem von der Luftseite her eingestaut wird. Heute dient sie vornehmlich der Trinkwasserversorgung im Kreis Olpe und ist daneben als Badesee ausgewiesen. Eigentümer der Sperre ist der Ruhrverband, der von Essen aus die Steuerung seiner acht Talsperren im Sauerland vornimmt, um die Wasserführung der Ruhr zu erhöhen und zu vergleichmäßigen.

## Planung und Bau

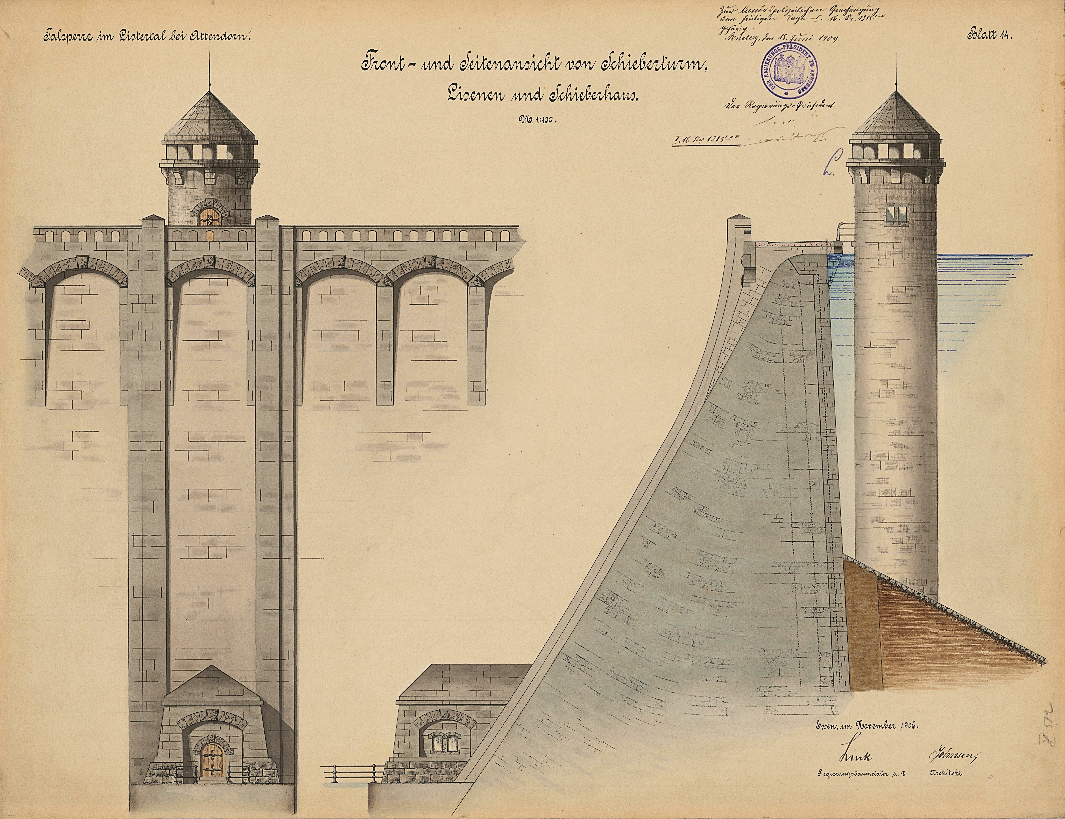
Front- und Seitenansicht Schieberturm, Lisensen und Schieberhaus

Die Planung zum Bau der Listertalsperre geht zurück auf den 1899 gegründeten Ruhrtalsperrenverein (RTV), der sich der Wasserversorgung des stark wachsenden Ruhrgebiets als Aufgabe gestellt hatte. Regierungsbaumeister Ernst Link und Baudirektor des RTV hatte auf der Suche nach weiteren geeigneten Standorten zum Bau einer Talsperre das Listertal als besonders geeignet bewertet. Seinem Gutachten von 1905 folgte bald die Gründung der Listertalsperrengenossenschaft, die mit finanzieller Unterstützung des RTV den Bau der Talsperre in Angriff nahm. Der erste Spatenstich erfolgte am 13. September 1909, knapp drei Jahre später erfolgte am 5. Juli 1913 die feierliche Einweihung durch Direktor Kluge aus Braunschweig, dem Vorsteher der Genossenschaft.
Die bei Hunswinkel errichtete Gewichtsstaumauer besitzt an der Krone eine Länge von 264 Meter. Wie viele Talsperren im Sauerland zur damaligen Zeit ist sie nach dem Prinzip des Aachener Bauingenieurs und Professors Otto Intze gebaut worden, die den auf der Wasserseite vorgesetzten Intze-Keil aufweisen. Mit der Kronenhöhe von 42 Metern ist ein Stausee von 4,5 Kilometer Länge und rund 400 Meter Breite entstanden. Damit wird bei Vollstau eine Seeoberfläche von 168 ha erzeugt und ein maximales Stauvolumen von 21,60 Mio. m³ geschaffen. Neben zahlreichen namenlosen, kleineren Zuflüssen wird der See von den drei großen Zuläufen Lister, Beche und Herpeler Bach gespeist, wobei die Lister Namensgeber der Talsperre ist. Für die Industriebetriebe an der Lenne brachte die Talsperre eine deutlich stabilere Wasserführung und für das Ruhrgebiet konnte die Brauch- und Trinkwasserversorgung gesichert werden.

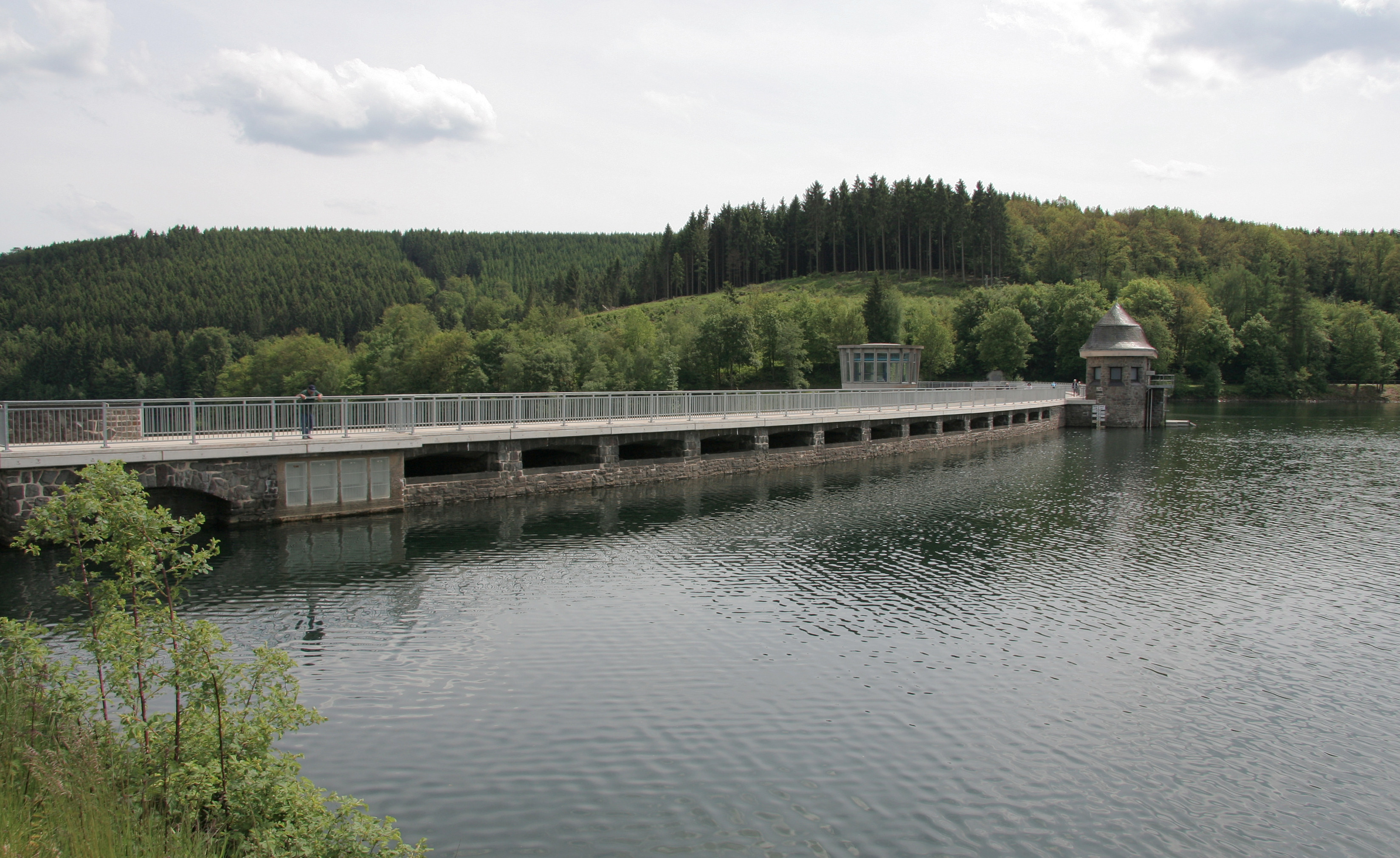
Öffnungen der Hochwasserentlastung

Zur Hochwasserentlastung sind beidseits des Mittelbauwerks unter der Fahrbahn auf der Mauerkrone gewölbte Durchlässe angeordnet, über die bei Vollfüllung der Talsperre überschüssiges Wasser abgeführt werden kann. Durch die raue Oberfläche des Bruchsteinmauerwerks auf der Luftseite kann es schadlos in den Unterlauf abgeleitet werden. Im Normalfall erfolgt die Wasserabgabe über die zwei Grundläufe, die als gemauerte Stollen von 1,8 Meter Höhe unter dem Intze-Keil hindurchführen und an den beiden Schiebertürmen enden. Diese sind zu einem Bauwerkskörper zusammengefasst und sind im Normalfall geflutet. Mit jeweils zwei Keilflachschiebern beginnen dort die beiden Grundablassleitungen DN 1200.
Beide Leitungen führten zu einem Krafthaus am luftseitigen Mauerfuß, wo zwei Generatoren mit je 370 kW standen. Die Genossenschaft hatte zur Mitfinanzierung des Baus die Nutzung der „Talsperren-Wasserkraft“ vorgesehen. Anfang des 20. Jahrhunderts war der wirtschaftliche Wert der Stromerzeugung deutlich anders als heute, denn eine Kilowattstunde hatte 1913 ungefähr den Wert einer Arbeitsstunde von 44 Pfennig. Jedoch gelang es nicht, das Wasserkraftwerk einer entsprechenden Gesellschaft zu übertragen. Dadurch kam es 1908 zur Übernahme des Kraftwerks durch den RTV, der den Bau einschließlich der erforderlichen Leitungen durchführte. Benachbarte Elektrizitätswerke waren nicht am Betrieb interessiert, da der bevorzugte wasserwirtschaftliche Betrieb einer konstanten Stromerzeugung entgegenstand. 1912 konnte für die bessere wirtschaftliche Ausnutzung der Wasserkraft mit dem Elektrizitätswerk Siegerland ein Stromaustauschvertrag getätigt werden, das dafür ein Dampfkraftwerk einbrachte. Der Anstieg der Stromabnahme ermöglichte 1915 die Installation eines dritten Maschinensatzes mit 920 kW.
Aus diesem Anfang und dem Bau weiterer Kraftwerke im Lennetal entstanden die Lister- und Lennekraftwerke, die lange Zeit als gesonderte Abteilung des RTV geführt wurden und heute eine hundertprozentige Tochtergesellschaft des Ruhrverbands sind. Mit Auflösung der Talsperrengenossenschaft ging die Listertalsperre in den Besitz des RTV über und steht heute durch die 1990 vollzogene Vereinigung von RTV und Ruhrverband im Bestand des großen Wasserwirtschaftsverbands.

## Zweiter Weltkrieg
Der britische Luftangriff im Rahmen der Operation Chastise auf die Staumauer in der Nacht vom 16. auf den 17. Mai 1943 war nicht erfolgreich. Die gleichzeitigen Angriffe auf die Möhnetalsperre und die Edertalsperre hatten verheerende Überschwemmungen zur Folge.

## Veränderungen durch die Biggetalsperre

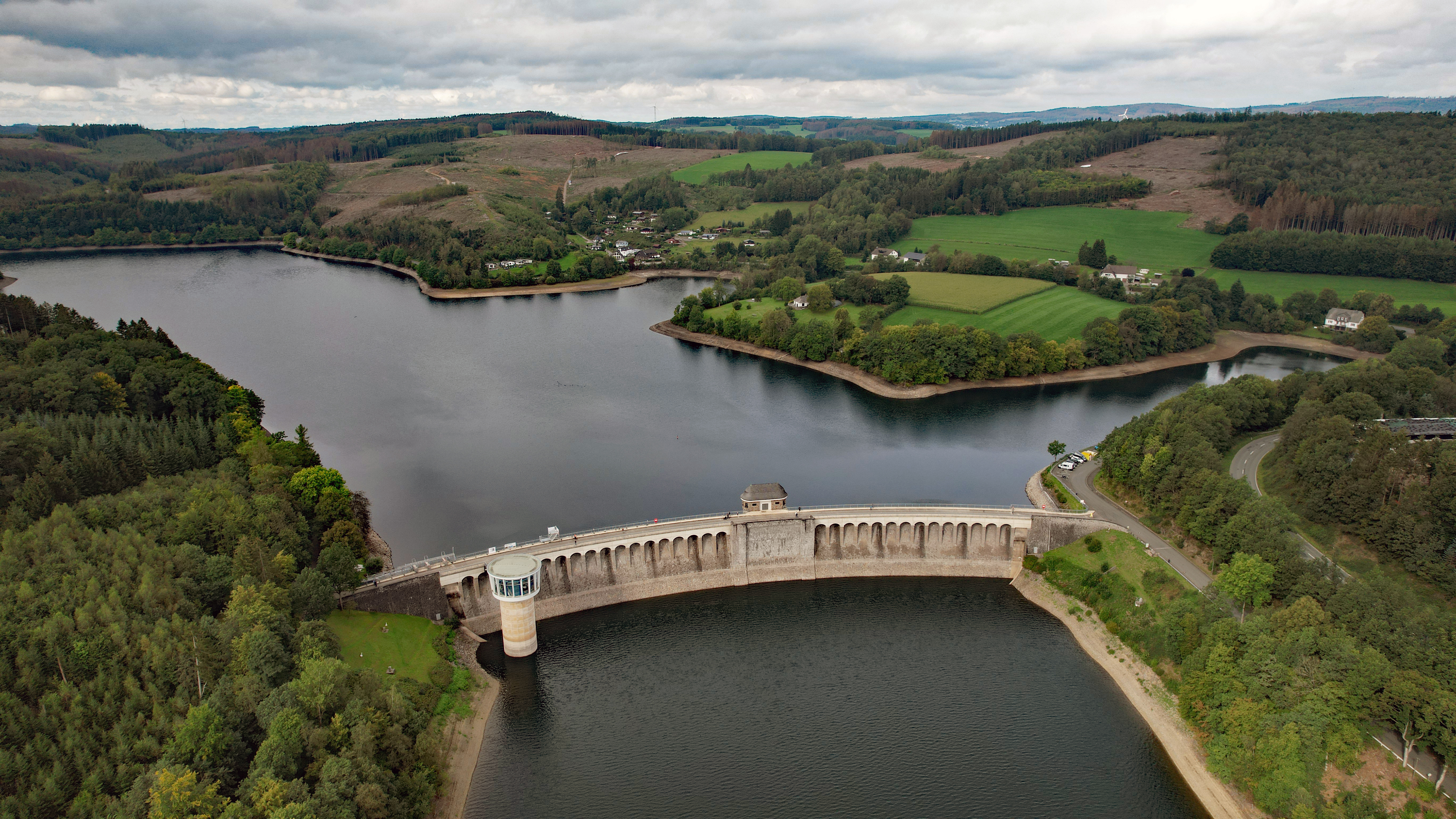
Listertalsperre mit sanierter Fahrbahn und Hochwasserentlastung – Blickrichtung Westen OT Eichen

Das Anziehen der Wirtschaft nach dem Zweiten Weltkrieg brachte weiteren Bevölkerungszuwachs und Bedarf an Wasser im Ruhrgebiet. Daher griff der Ruhrtalsperrenverein seinen alten Plan zum Bau einer größeren Talsperre im Biggetal wieder auf. Mit einem mehr als 50 Meter hohen Damm entstand oberhalb von Attendorn zwischen 1957 und 1965 die Biggetalsperre als größte Sperre des RTV. Die neue Wasserfläche reicht bis in das Listertal und staut die Listermauer zu zwei Drittel ein. Anstelle der Eigenständigkeit bekam die Sperre nach über 50 Betriebsjahren die Funktion einer Vorsperre. Durch den Einstau musste das alte Kraftwerk am Mauerfuß 1963 abgerissen werden. Dafür wurde am Südende der Mauer ein Turmkraftwerk errichtet, das über die eingebaute Kaplan-Turbine eine elektrische Leistung von 2.200 kW erzeugen werden kann. Das Schluckvermögen der Turbine beträgt 9 m³ pro Sekunde. Die veränderten Druckverhältnisse an der Mauer machten den Bau eines Drainage- und Kontrollstollens an der Gründungsfuge der Mauer erforderlich, der im Sprengvortrieb unter der Grundablassleitung hindurch geführt wurde. Eine Vielzahl von Drainagebohrungen leiten eindringendes Wasser zum Stollen und reduzieren den Sohlenwasserdruck, um die Standsicherheit der Mauer zu gewährleisten. Auch die Grundablässe, die Einlaufschieber und die Hochwasserentlastung der Staumauer wurden während der Sanierungsarbeiten 1964/65 umgebaut.
1987/88 traten an allen vier Schiebern Probleme durch Blockaden auf, die umgehend beseitigt werden mussten. Eine Entleerung der Leitungen 33 Meter unter Listerwasserspiegel war unter Betriebsbedingungen nicht möglich, sodass die Revision und Erneuerung der Schieberplatten nur mit Hilfe von Tauchern vorgenommen werden konnten.

## Nutzungen

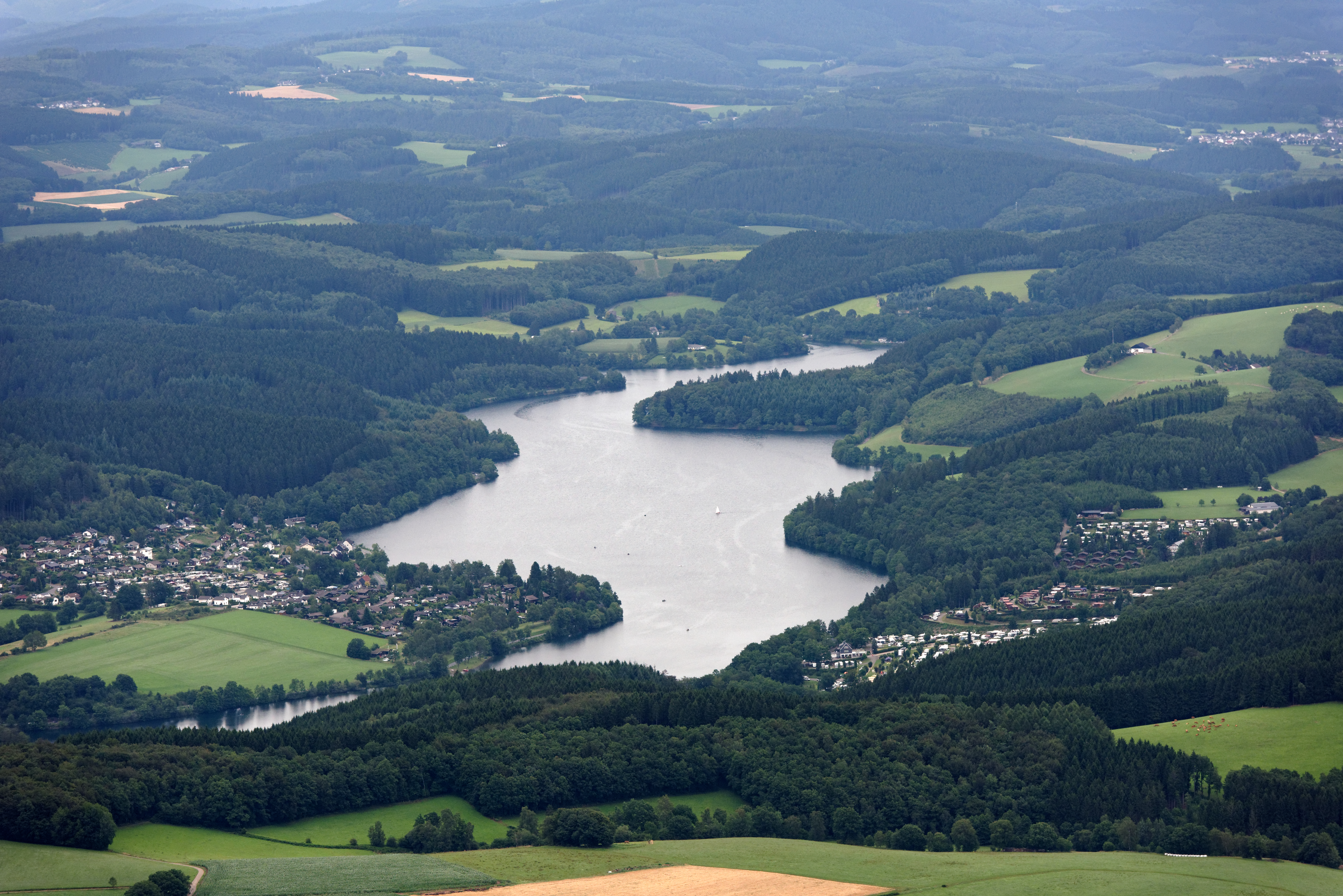
Luftbild der Listertalsperre

Neben der Stromerzeugung (im Mittel 1,5 Mio. kWh pro Jahr) und der Speicherung von Wasser für die Niedrigwasseraufhöhung der Ruhr dient der Stausee der Freizeitgestaltung. 
Angler finden einen gut strukturierten Fischbestand, der durch die Berufsfischer des Ruhrverbands mit Hilfe der eigenen Zuchtanlage an der Möhnetalsperre gezielt bewirtschaftet wird. Er reicht von Aalen bis Zander. Häufigste Fische sind neben den Weißfischen die Hechte und Maränen. Aber auch Forellen und der Alpine Seesaibling sind vertreten. Hinweise zum Angeln und der Fischarten mit den Schonzeiten und Mindestmaßen sind beim Ruhrverband zu finden.
Ein Wander- und Radweg führt von der Staumauer nach Kalberschnacke. Schwimmen sowie Wassersport und seit 2010 auch Tauchen sind erlaubt. Rund um die Listertalsperre sind zahlreiche Campingplätze und Ferienwohnungen vorhanden.

## Sanierungsarbeiten

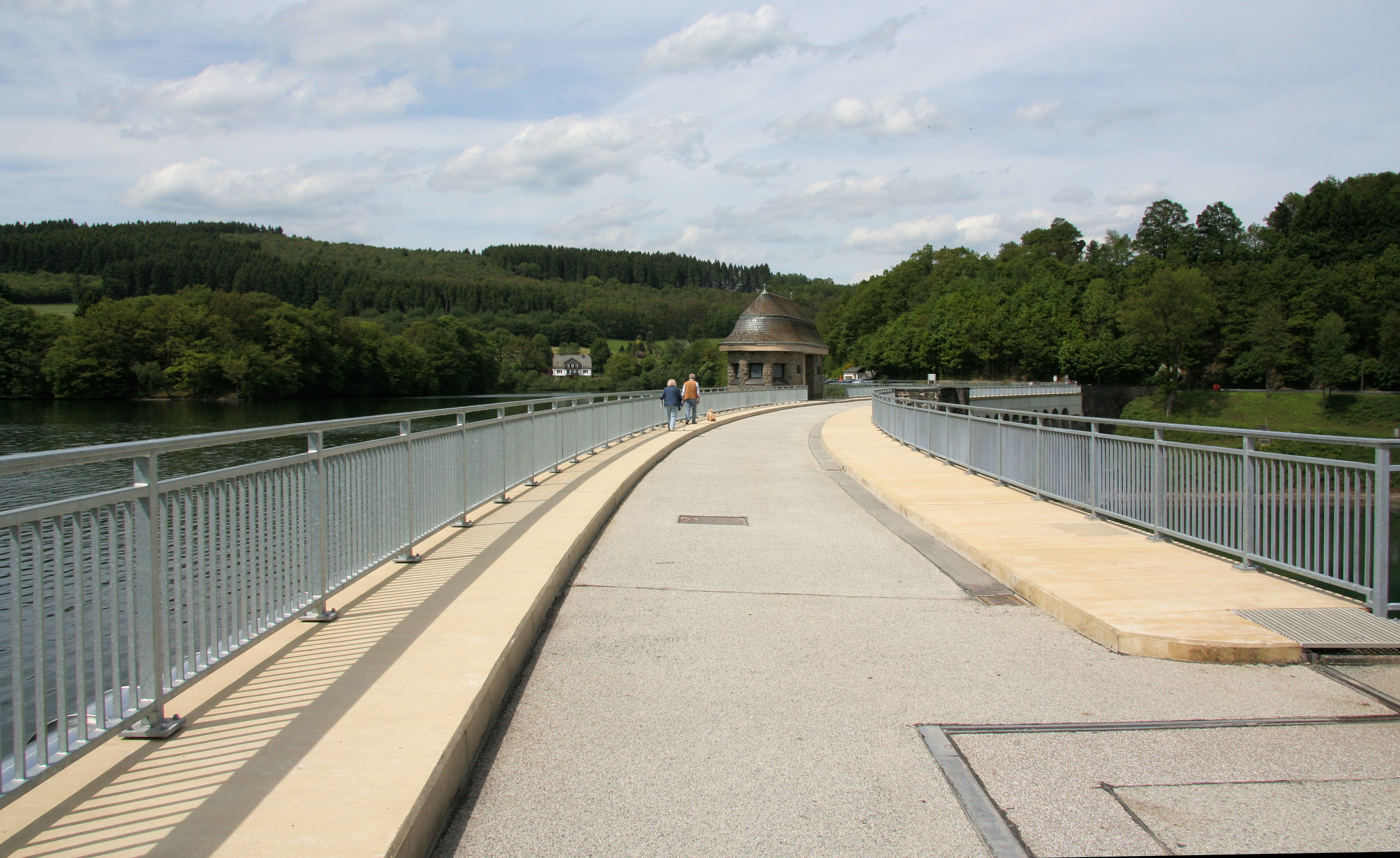
Staumauer: neue Krone mit Wanderweg

Von Mitte 2007 bis Anfang 2009 wurde die Staumauer grundlegend saniert. Es galt unter anderem Risse und Fugen im Mauerwerk auszubessern, Fahrbahn und Geländer zu erneuern sowie die Gewölbebögen der Hochwasserentlastung instand zu setzen. Für die Dauer der Arbeiten waren Mauerkrone, Parkplatz an der Staumauer und Toilettenanlage für Besucher gesperrt. Durch die Sanierungsarbeiten insbesondere an Geländer und Gewölbebögen hat sich das Erscheinungsbild der Staumauer nachhaltig verändert.
In den Jahren 2020 bis 2022 fand in drei Bauabschnitten die Sanierung der Mauer auf der Wasserseite statt, die durch den schwankenden Wasserspiegel beansprucht wird. Damit ein vier Meter breiter Streifen unterhalb der Krone für die Bearbeitung frei wurde, musste die Listertalsperre jeweils 4,50 Meter abgesenkt werden. In diesem Bereich konnten alle Fugen ausgestemmt und lockere Steine verankert bzw. ausgetauscht werden. Nach dem Neuverfugen und Sandstrahlen ist der Charakter des Bruchsteinmauerwerks wieder gut zu erkennen. Insgesamt 30 Kilometer Mauerfugen wurden auf beiden Mauerseiten derart behandelt, wodurch die Listerstaumauer für kommende Jahrzehnte ertüchtigt worden ist.

## Am See gelegene Orte
- Meinerzhagen-Hunswinkel
- Meinerzhagen-Windebruch
- Drolshagen-Kalberschnacke
- Drolshagen-Herpel
- Attendorn-Eichen
- Attendorn-Wörmge

## Naturschutzgebiet Listertalsperre
Das Naturschutzgebiet Listertalsperre ist ein 4,44 ha großes Naturschutzgebiet (NSG) am Einlauf der Lister in die Talsperre. Das NSG wurde 2001 vom Kreistag des Märkischen Kreises mit dem Landschaftsplan Nr. 6 Meinerzhagen ausgewiesen. Das NSG wurde zur Erhaltung und Sicherung des Einmündungsbereiches der Lister in die Talsperre als wertvoller Wasservogelbrutplatz sowie der vegetationskundlich bedeutsamen Röhricht- und Schwimmblattzone ausgewiesen. Auf der Wasserfläche fluten größere Bestände des Wasser-Knöterichs. Der Einmündungsbereich der Talsperre ist als wichtiger Brut- und Rastplatz für Wasservögel eingestuft. Regelmäßig brüten im Schutzgebiet Haubentaucher, Blesshuhn und Stockente. Das NSG gilt als bedeutendes Refugial- und Trittsteinbiotop insbesondere für Wasservögel. Es gibt eine Population der stark gefährdeten Teichmuschel. Im NSG-Bereich ist während der Vogelbrutzeit vom 1. April bis zum 30. Juni das Angeln verboten.
Der Biggesee und der Listersee mit Uferbereichen gehören seit 2013 zum Landschaftsschutzgebiet Biggesee / Listersee mit 738 ha Flächengröße.

## Bilder

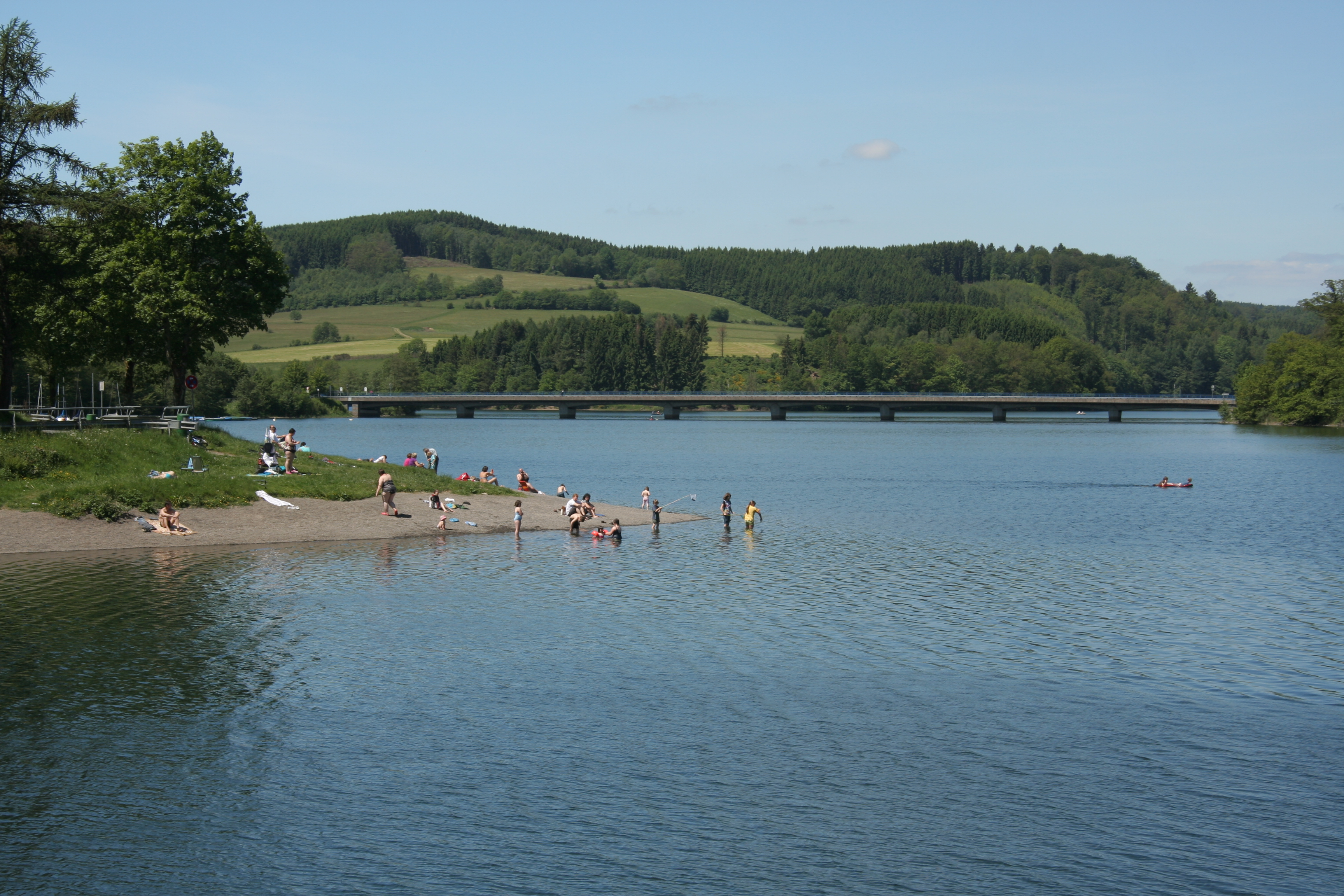
Baden in der Listertalsperre
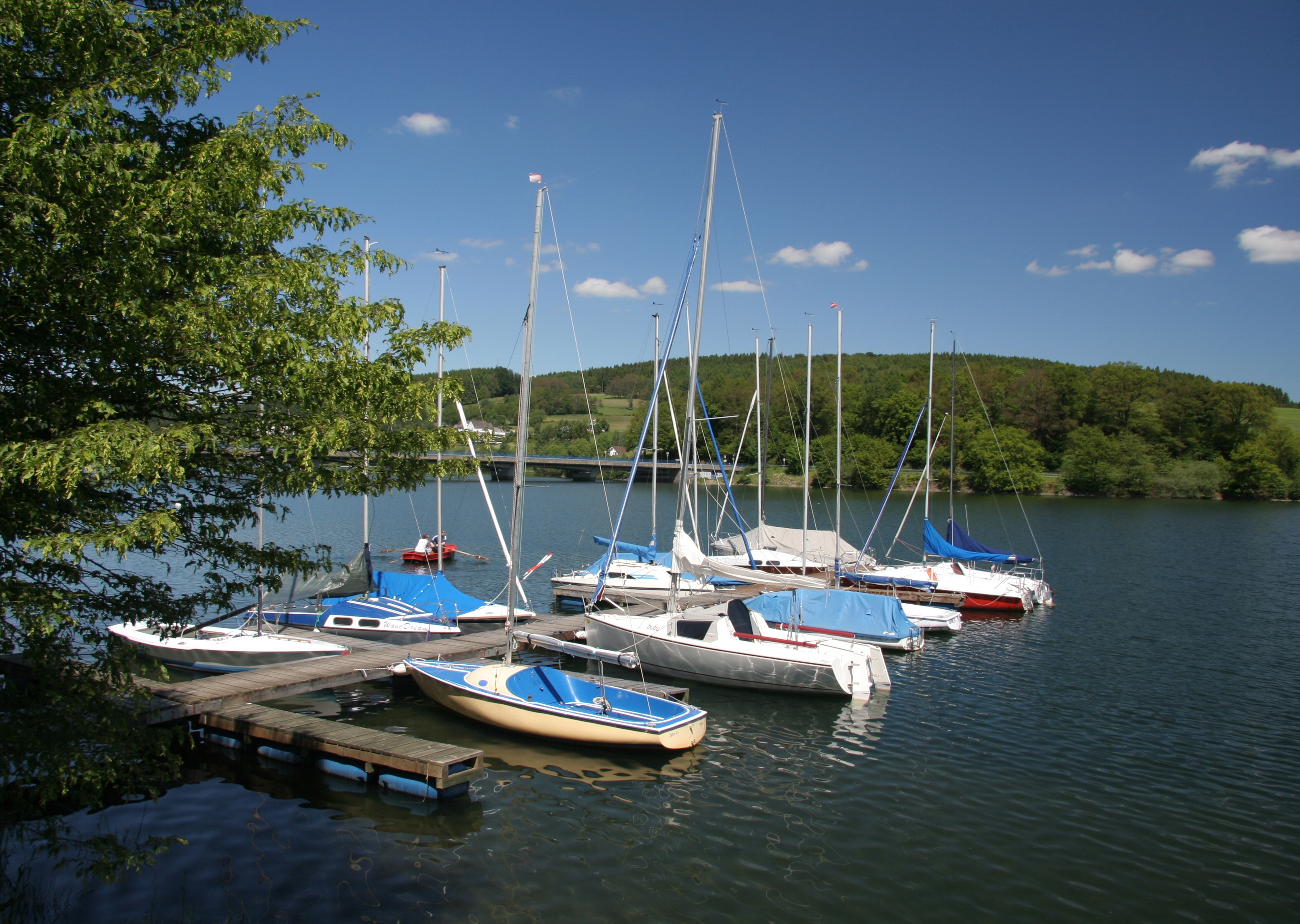
Segelboote bei „Gut Kalberschnacke“
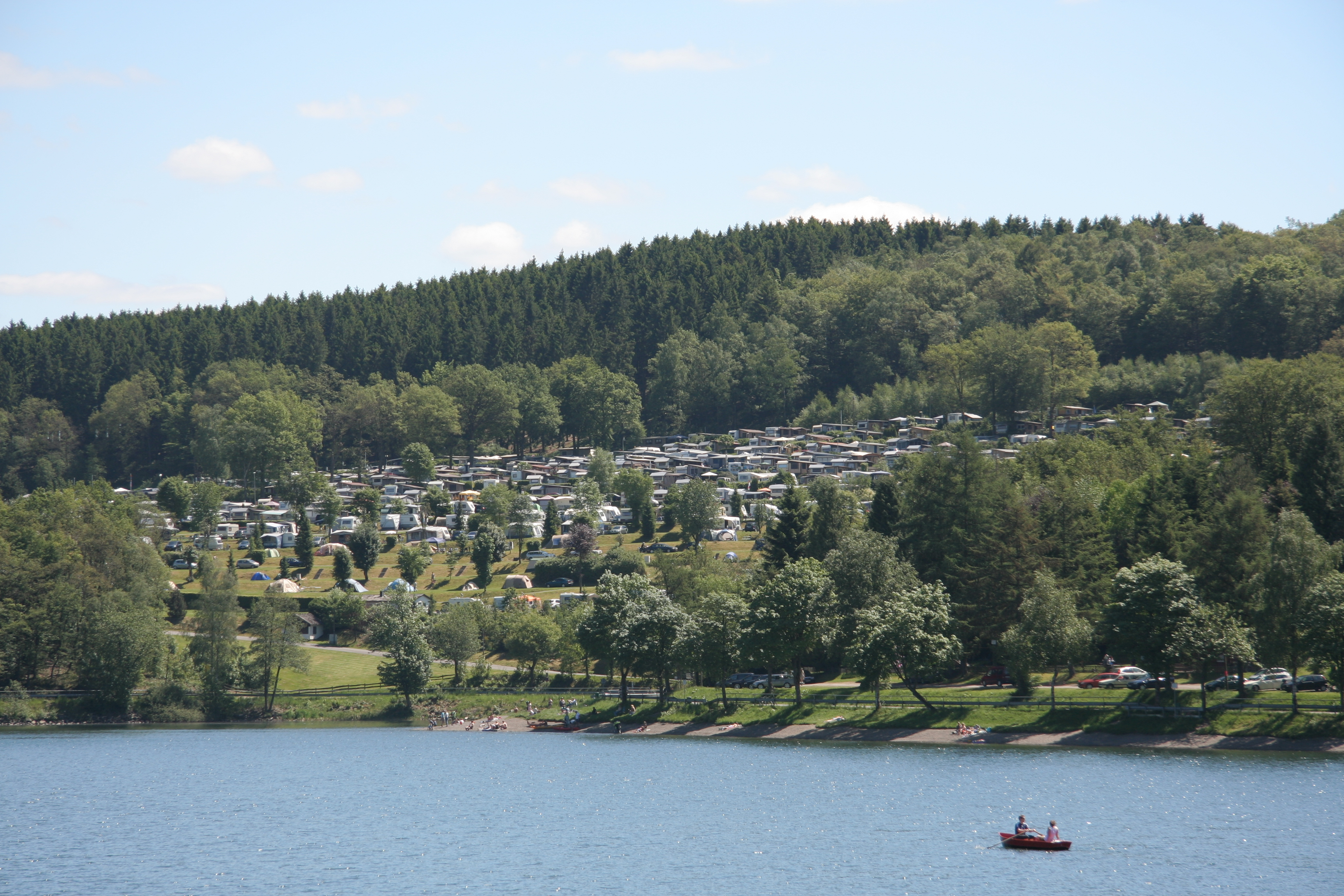
Campingplatz bei Kalberschnacke
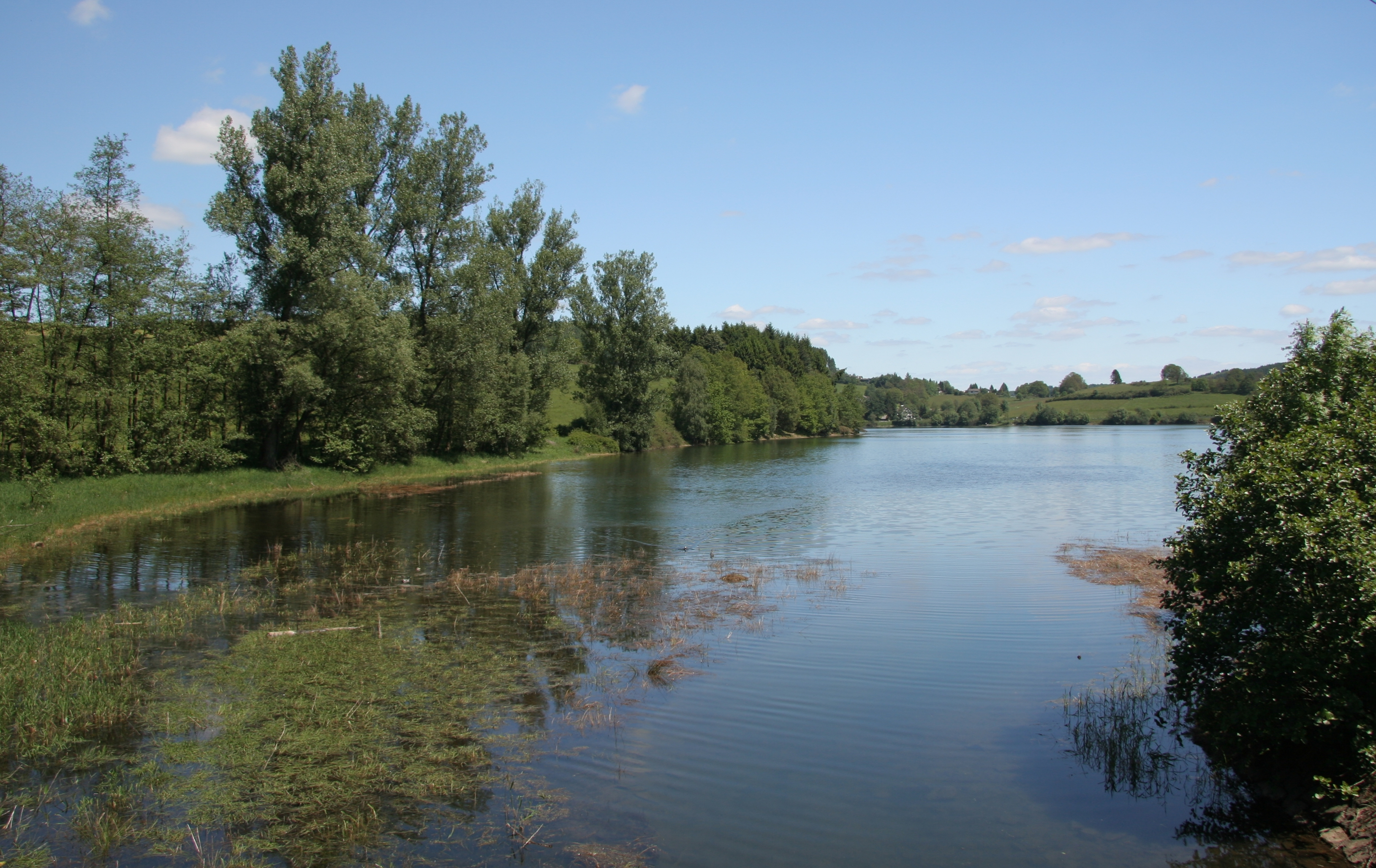
Einmündung des Herpeler Bachs in den See
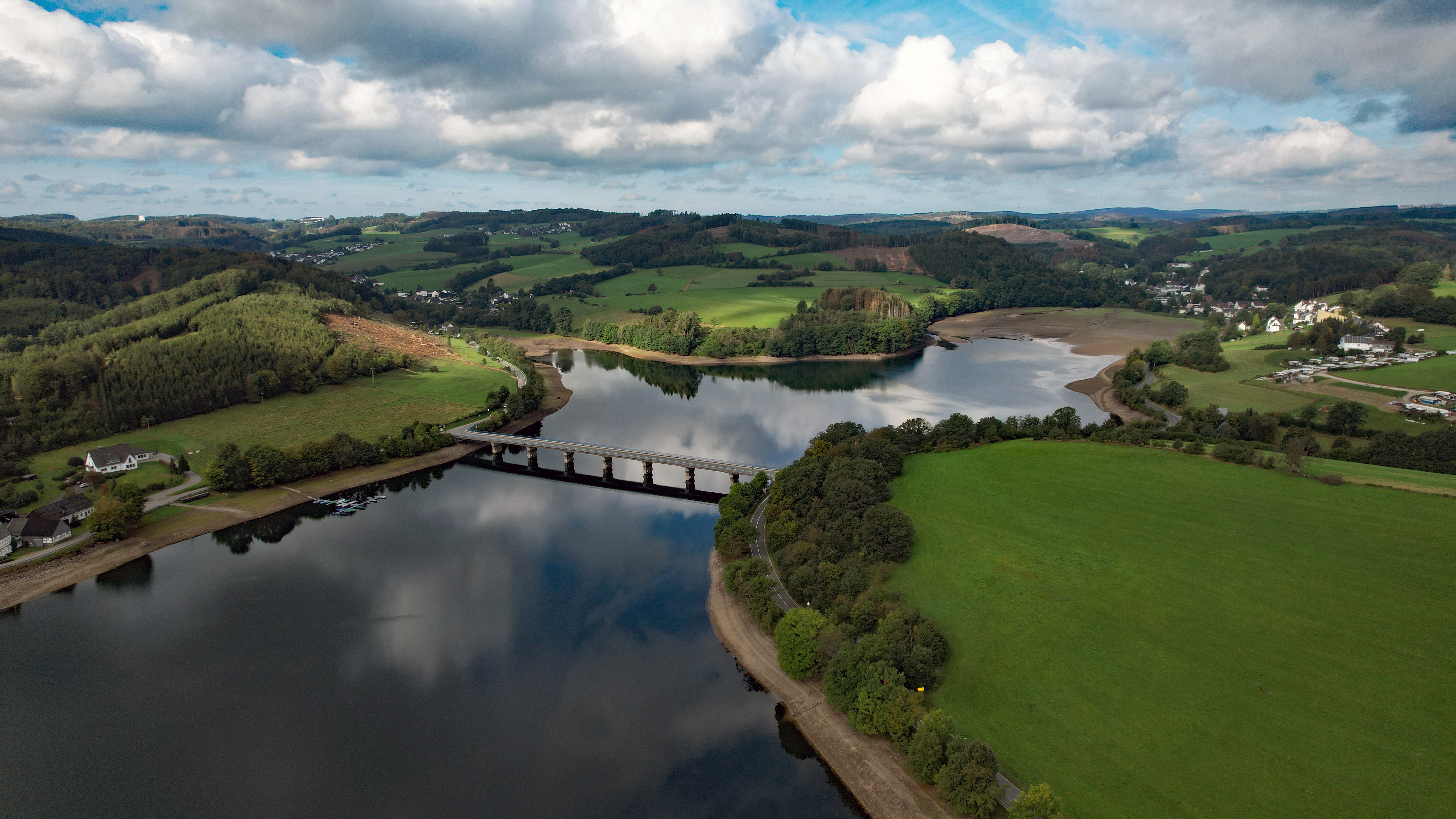
Listertalsperre mit Blick Richtung Einlauf Lister
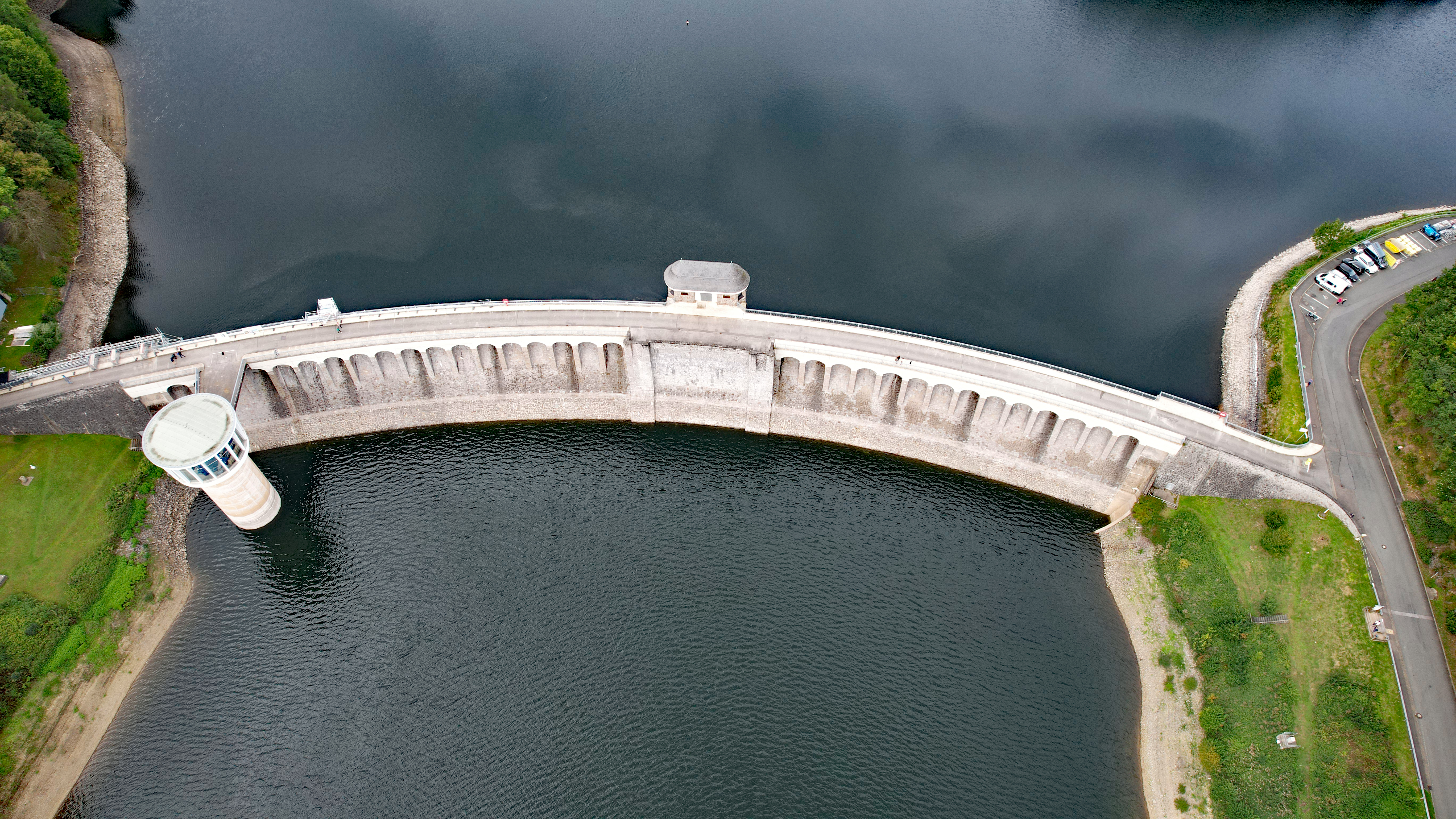
Staumauer der Listertalsperre